# اجرام مسیه

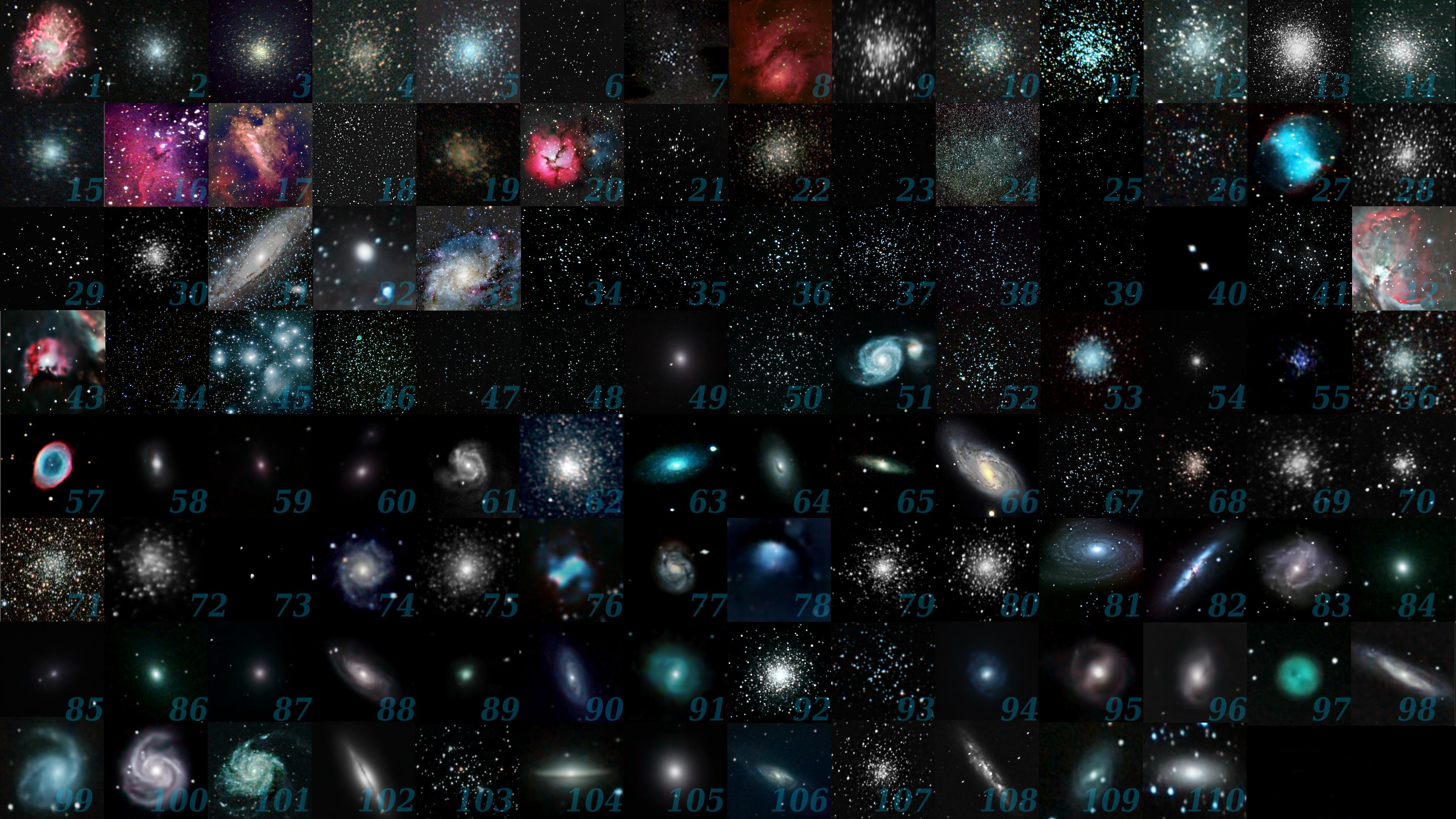
نمایی از جدول ساختار تمامی ۱۱۰ جرم غیر ستاره‌ای

اجرام مسیه (به انگلیسی: Messier objects) نام ۱۱۰ جرم غیرستاره‌ای بود که توسط اخترشناس فرانسوی شارل مسیه گردآوری شد او این کاتالوگ را "Catalogue des Nébuleuses et des Amas d'Étoiles" ("کاتالوگ سحابی‌ها و خوشه‌ها") نامید و در سال ۱۷۷۱ منتشر کرد. او این کار را صرف جلوگیری از اشتباه برای رصدگران کاشف دنباله‌دارها انجام داد.
او این موارد را از یک (سحابی خرچنگ) تا ۴۵ (خوشه پروین) نامگذاری کرد. که بعداً تا ۱۱۰ گسترش یافت البته اشتباه‌هایی هم داشت مثلاً ۱۰۲ و ۱۰۱ یک جرم یکسان هستند.
فهرست نهایی در سال ۱۷۸۴ منتشر شد بعداً به شماره‌های مسیه معروف شد.